# Caprau

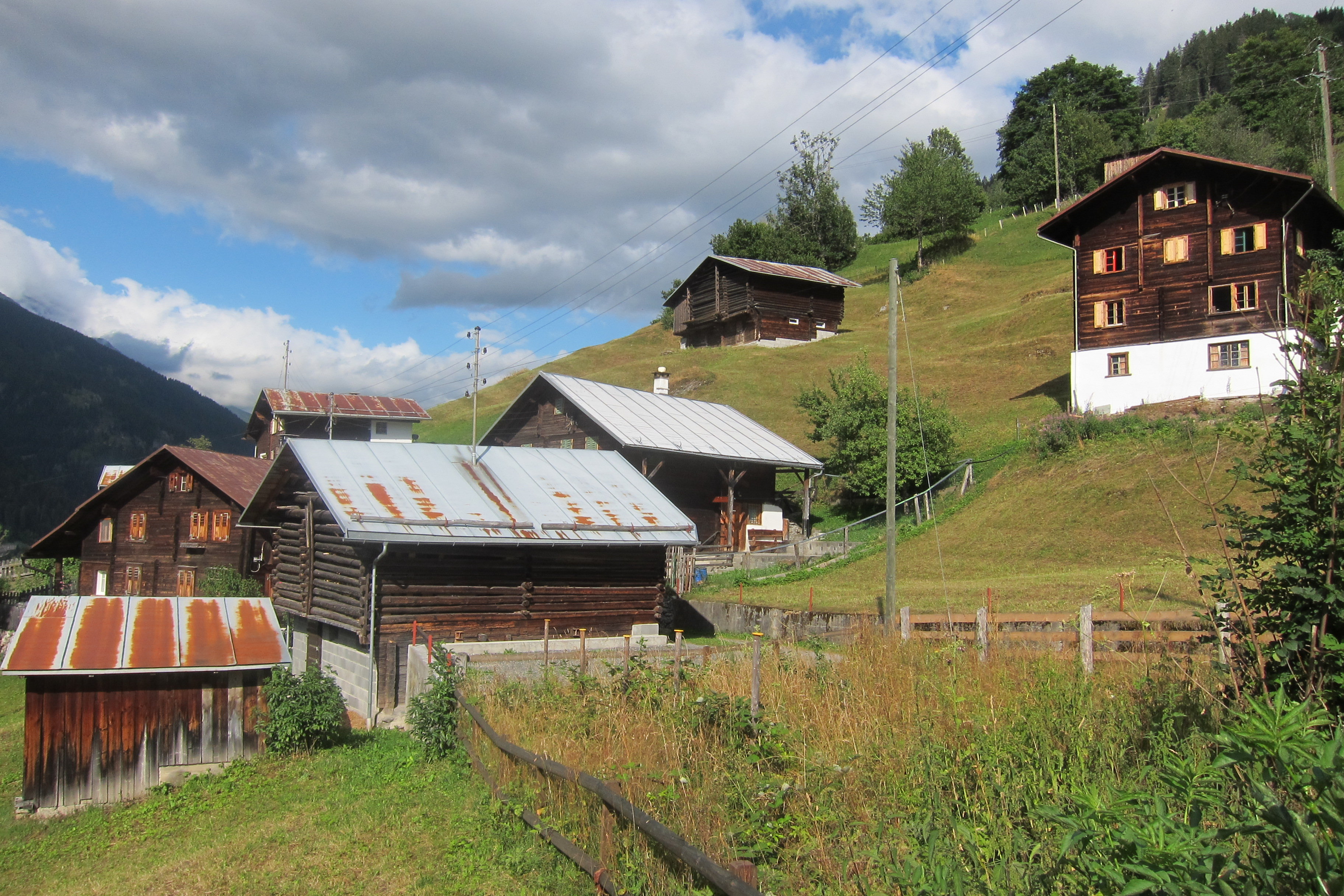
Caprau, Blick nach Nordosten

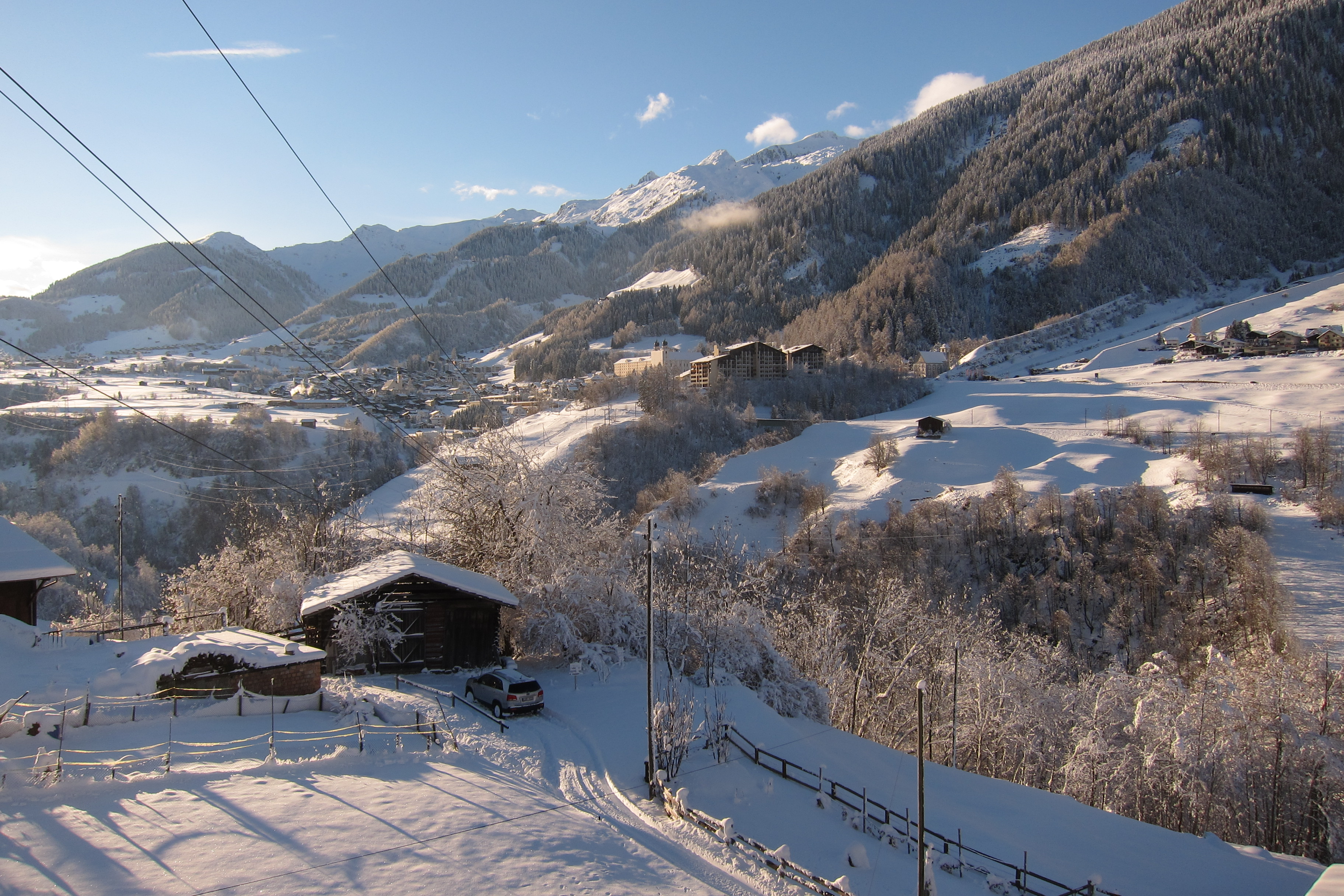
Blick nach Disentis/Mustér

Caprau ist ein Weiler in der Gemeinde Disentis/Mustér im Tal des Vorderrheins im Schweizer Kanton Graubünden. Der Name Caprau ist eine Zusammensetzung aus dem rätoromanischen casa («Haus») und prau («Wiese»). Der Ortsteil liegt auf einer Höhe von 1102 m ü. M.

## Geschichte
Eine Lawine, die am 1975 am 9. April mehrere Häuser des Weilers zerstörte, bedeutete das Ende der bäuerlichen Siedlung. 1976 verfügte die Behörde den Wegzug der Bewohner nach Cavardiras oder Disentis-Dorf. Der Kanton Graubünden verhängte ein Wohnverbot während den Wintermonaten. Die Touristen im Sommer belebten die verlassenen Wohnungen.
Heute ist Caprau wieder fast das ganze Jahr besiedelt. Die Bäume oberhalb des Dorfes dienen als Lawinenschutz. Das Dorf besteht heute aus fünf Häusern, von denen eines ganzjährig bewohnt ist.